# Maxus D60
La Maxus D60  è un'autovettura prodotta dalla casa automobilistica cinese Shanghai Automotive Industry Corporation (SAIC) con marchio Maxus dall'ottobre 2019.

## Profilo e contesto
Anticipata dalla concept car Maxus Tarantula Concept presentata durante il Salone dell'Auto di Pechino 2018, la Maxus D60 ha debuttato il 28 febbraio 2019, venendo mostrata per la prima volta al pubblico durante il Salone dell'Auto di Shanghai 2019.

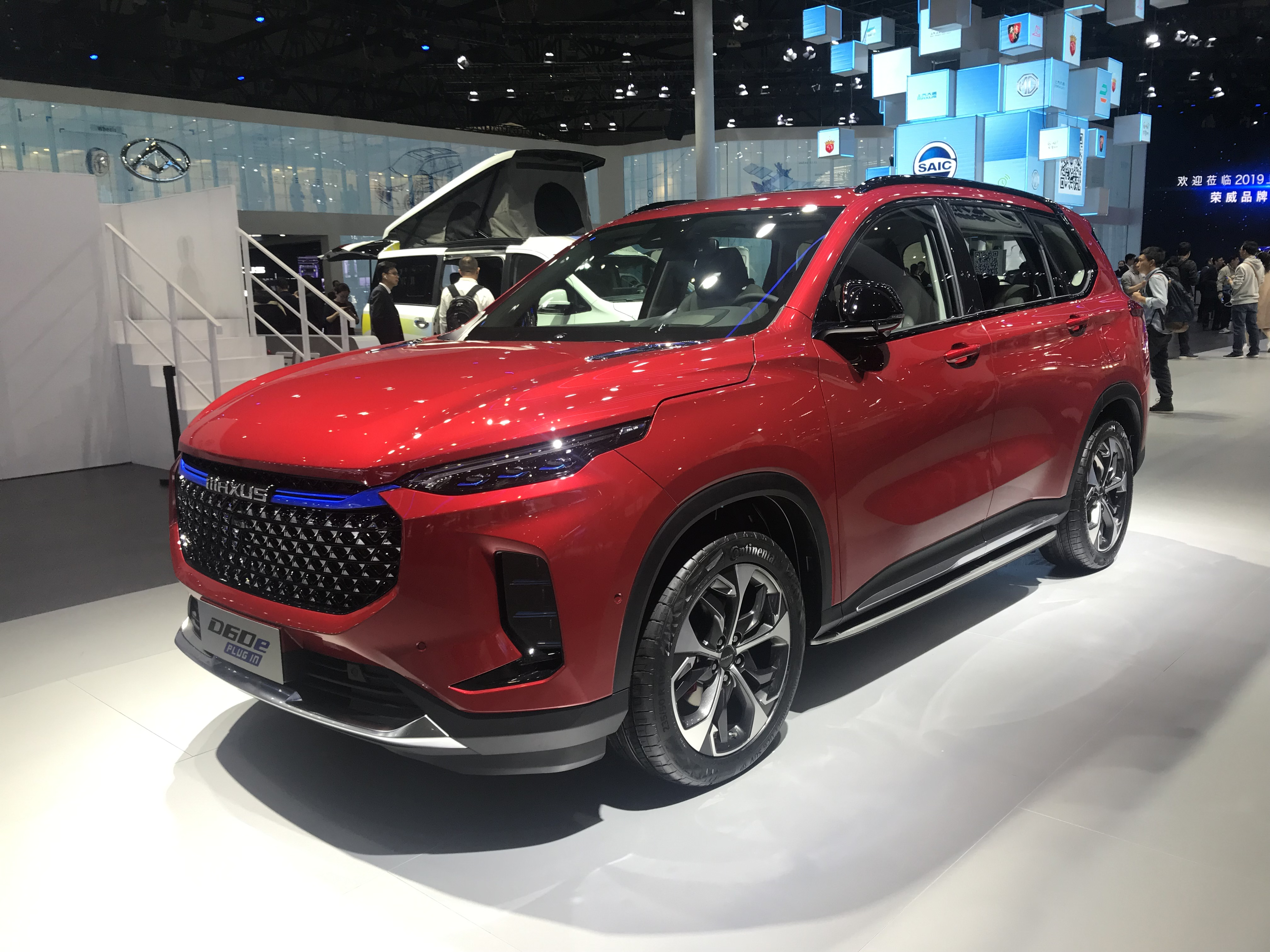
Maxus D60e

Il Maxus D60 è dotata di un sistema di guida semi-autonoma di livello 2,5, nei quali sono compresi i sistemi di controllo automatico della velocità e di parcheggio senza conducente. La D60 è disponibile con due motorizzazioni a benzina a quattro cilindri: un 1,5 litri aspirato che produce 169 cavalli e 250 Nm di coppia e di un 1,3 litri turbo da 163 cavalli e 230 Nm. La trasmissione è affidata a un cambio manuale a 6 marce e un doppia frizione a 7 marce. Meccanicamente la vettura ha una disposizione con motore anteriore longitudinale e trazione posteriore con opzione di averla integrale.

### Maxus D60e (Maxus Euniq 6)
La versione ibrida plug-in della Maxus D60 chiamata Maxus D60e e successivamente rinominata Maxus Euniq 6 è stata presentata durante il salone di Shanghai 2019. Lo stile esterno è in gran parte lo stesso della versione a benzina, con l'aggiunta di finiture e sottili modanature di colore blu nei fari, nelle griglie e nelle prese d'aria.